# Galiza Ocidental
Nova Galiza ou formalmente Galiza Ocidental ( em polonês/polaco: Nowa Galicja   ou Galicja Zachodnia ; em alemão: Neugalizien  ou Westgalizien ) foi uma região histórica e administrativa da monarquia dos Habsburgos, constituída a partir do território anexado no curso da Terceira Partição da Polônia no ano de 1795.

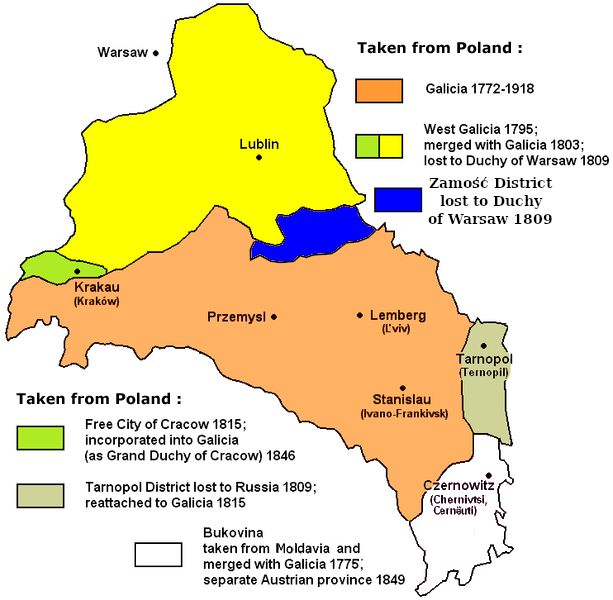
Reino da Galiza e Lodomerânia, com Nova Galiza (Ocidental), Cidade Livre de Cracóvia, Distrito de Tarnopol e Bucovina (Territórios da Ucrânia)

O Império Austríaco perdeu esse território da Galiza Ocidental para o Ducado de Varsóvia em 1809, após a sua derrota por Napoleão Bonaparte

## Subdivisões
A partir de 1797, a sede do governo local (Governo) estava localizada em Cracóvia. A província foi dividida em doze distritos:
| - Biała Podlaska - Chełm - Józefów - Kielce - Końskie - Cracóvia | - Lublin - Łuków e Radzyń Podlaski - Mińsk em Wiązowna - Radom - Sandomierz, de 1798 em Opatów - Siedlce |

## História
Após a fracassada Revolta de Kościuszko de 1794, o Imperador Francisco II de Habsburgo concordou com a Imperatriz Catarina II da Rússia em dividir novamente e, assim, abolir completamente o restante da Comunidade Polonês-Lituana, uma decisão à qual a Prússia aderiu em 24 de outubro de 1795. A Monarquia de Habsburgo, que não havia participado da Segunda Partição, recebeu agora uma parte que compreendia as terras ao norte do Reino da Galiza e Lodomeria ganhas na Primeira Partição de 1772. A Monarquia dos Habsburgos então ocupou toda a Polônia Menor, estendendo-se ao longo do alto rio Vístula até os arredores de Praga e Varsóvia, os afluentes dos Rio Bug e do Pilica formando a fronteira norte com a Nova Prússia Oriental.
Em 1803, foi fundido com o Reino da Galiza e Lodomeria, mas manteve alguma autonomia. Permaneceu um território do Império Austríaco mesmo quando, em 1807, Napoleão criou o Ducado de Varsóvia a partir de territórios na Grande Polônia que a Prússia havia anexado na Segunda e Terceira Partição e agora foi forçado a renunciar de acordo com o Tratado de Tilsit. A Áustria perdeu a Nova Galiza na Guerra da Quinta Coalizão de 1809, depois que um corpo sob o comando do arquiduque Ferdinand Karl Joseph da Áustria-Este em 15 de abril de 1809 iniciou a Guerra Polaco-Austríaca invadindo o Ducado de Varsóvia. Apesar dos planos do arquiduque de se mudar como libertador nacional, ele foi desafiado pelas forças do Príncipe Józef Poniatowski na Batalha de Raszyn. A Áustria foi finalmente derrotada na Batalha de Wagram em 6 de julho, após o que a Nova Galiza foi anexada ao Ducado de Varsóvia pelo Tratado de Schönbrunn.
Com o Ato Final do Congresso de Viena em 1815, o território tornou-se parte do Congresso da Polônia, governado em união pessoal pelo Imperador Alexandre I da Rússia, enquanto Cracóvia nominalmente manteve sua independência como a Cidade Livre de Cracóvia.

## Código civil
Um código civil fora introduzido na Galícia Ocidental, antes da introdução do Código Civil Austríaco no ano de 1811. Continha pouca solução para os problemas das classes feudais e era baseado nas leis da natureza.